# Ilha da Queimada Grande
Ilha da Queimada Grande (zwana Wyspą Węży) – niewielka wyspa u wybrzeży Brazylii, znana głównie z powodu olbrzymiej liczby zamieszkujących ją węży. Na wyspie znajduje się latarnia morska.

## Opis
Wyspa, która oddzieliła się od głównego lądu ok. 100 000 lat temu, zajmuje powierzchnię 0,43 km² i jest położona na południe od São Paulo. Porośnięta głównie gęstym lasem i niezamieszkana, wyspa jest siedliskiem tysięcy nadrzewnych węży z endemicznego gatunku żararaki wyspowej (łac. Bothrops insularis). Zwierzęta te mierzą ok. pół metra i są niebezpieczne dla człowieka (ich jad jest śmiertelny), w związku z tym władze Brazylii wydały zakaz lądowania na brzegach Queimada Grande. Obecnie na wyspę mogą się dostać jedynie osoby posiadające specjalne pozwolenie.
Z powodu obecności tak licznych gadów na wyspie nie występują żadne ssaki, gnieżdżą się natomiast na niej ptaki stanowiące pożywienie węży. Być może prawa ewolucji i właśnie ten rodzaj pożywienia spowodowały, że jad węży z wyspy jest znacznie silniejszy od jadu ich żywiących się gryzoniami kontynentalnych krewniaków – ptak musi zginąć, nim zdąży odlecieć.